# Lijst van beelden in Opmeer
Dit is een (onvolledige) chronologische lijst van beelden in Opmeer. Onder een beeld wordt hier verstaan elk driedimensionaal kunstwerk in de openbare ruimte van de Nederlandse gemeente Opmeer, waarbij beeld wordt gebruikt als verzamelbegrip voor sculpturen, standbeelden, installaties, gedenktekens en overige beeldhouwwerken.
| Geplaatst | Omschrijving    | Kunstenaar                        | Straat                   | Plaats    | Materiaal | Afbeelding |
| --------- | --------------- | --------------------------------- | ------------------------ | --------- | --------- | ---------- |
| 2004      | Oorlogsmonument | Stichting Aircraft Recovery Group | A.C. de Graafweg         | Opmeer    |           |            |
|           | Oorlogsmonument |                                   | Hoogenboomlaan 9         | Hoogwoud  | Steen     |            |
|           | Grenspaal       |                                   | Herenweg 2               | Hoogwoud  | Steen     |            |
|           | Onbekend        |                                   | Herenweg-Oosterboekelweg | Hoogwoud  | Brons     |            |
|           | Onbekend        |                                   | Rietgans                 | Spanbroek |           |            |
|           | Onbekend        |                                   | Roerdomp                 | Spanbroek |           |            |